# Islas del Duque de York
Las islas del Duque de York (en inglés, Duke of York Islands, antiguamente, en alemán Neu Lauenburg, Nuevo Lauenburgo), son un grupo de pequeñas islas de la provincia de Nueva Bretaña del Este, en Papúa Nueva Guinea. Se sitúan en medio del
canal de San Jorge, un estrecho que separa las islas de Nueva Bretaña y Nueva Irlanda, islas que forman parte del archipiélago de Bismarck. 
El navegante británico Philip Carteret las llamó así en 1767 en honor del príncipe Eduardo, duque de York y Albany, hermano de Frederick, príncipe de Gales y joven hermano de George III del Reino Unido.

## Geografía
Son trece islas de un área de unos 58 km². La más grande es la Isla del Duque de York, luego hay otras como Makada, Kabakon, Kerawara, Ulu y Mioko. 
El conjunto isleño se encuentra en una zona de actividad sísmica donde dos placas tectónicas se empujan, lo que produce numerosos terremotos y tsunamis, además por su escasa altitud, son propensas a inundaciones al subier la marea. El 28 de diciembre de 2000 se anunció un realojo de muchos habitantes a Nueva Bretaña.